# Noisy Creek Glacier
Der Noisy Creek Glacier ist ein Gletscher im North Cascades National Park im US-Bundesstaat Washington, 0,50 mi (0,8 km) nordwestlich des Bacon Peak. Der Noisy Creek Glacier hinterließ bei seinem Rückzug eine Reihe kleiner Eisstauseen. Der Gletscher fließt von 6.400 ft (1.951 m) bis auf 5.800 ft (1.768 m) Höhe herab. Ein Felsgrat trennt den Noisy Creek Glacier vom Green Lake Glacier im Osten. Der National Park Service untersuchte den Noisy Creek Glacier als Teil seines Gletscher-Monitoring-Programms.